# 算法少女
《算法少女》（日语：／ Sanpō shōjo */?），是一本出版于1775年（安永4年）的和算书籍。本书是日本传统算学书籍中唯一一本以女性名义编写的。
本书在日本国立国会图书馆有扫描本公开。在1935年曾由古典数学书院发行誊写版。2009年筑摩书房出版了《阅读和算书“算法少女”》，其中收录了《算法少女》原文的影印版以及现代日语翻译、解法的解说。
以本书为题材，儿童文学作家远藤宽子创作了同名小说《算法少女》。

## 作者
根据本书的序文，本书是在父亲的协助下由女儿编写的，使用了笔名。父亲自称壶中隐者，俳人谷素外所写后记中称其为“医师平氏”，女儿署名平氏，印章为“章子”。当时的和算书籍常常是以弟子的名义发表老师的研究内容，故而可以推断本书事实上的作者应该是壶中隐者。不过也有观点认为，本书实际作者是女儿章子。不论如何，本书作为仅有的一本作者为女性的古代和算书籍，在日本文化史上也是有贵重价值的。:21
壶中隐者的身份在本书刊行后一个半世纪中并不为人所知，但在1930年代确认为医师千叶桃三:517,518:583。

## 内容

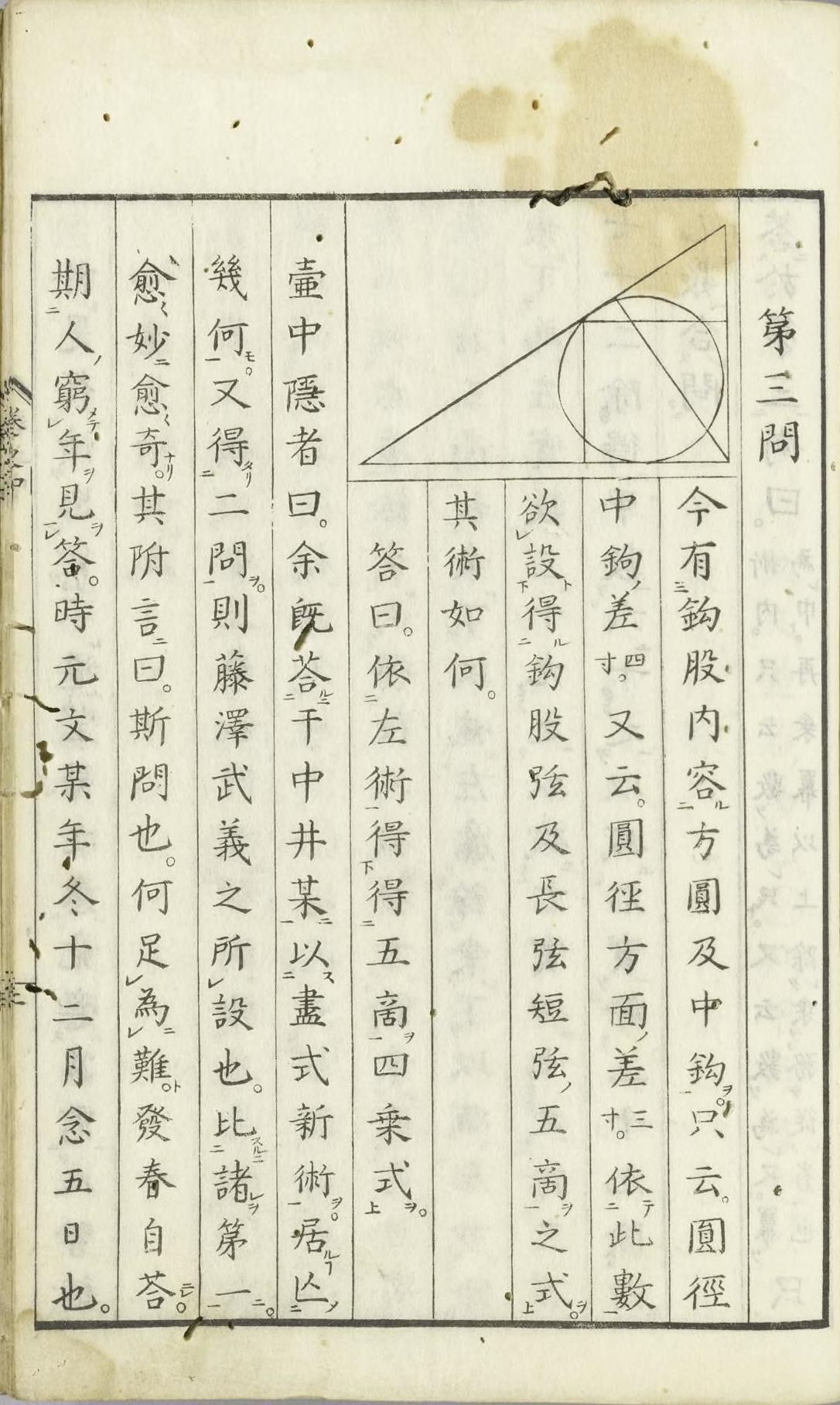
中篇第三问

本书以文言文和日文书写。分为序言（父、女）、圆周率的历史、正文（上、中、下）、圆周率求法、后记5部分。其中序言中父亲名义的部分、圆周率历史的最后部分、正文的中篇、圆周率求法为文言文写成，其余部分为日文。大体上文言文的部分为以父亲名义所写，日文的部分为女儿名义:21。
书中以女儿名义记述了父亲进行数学研究的履历、当时大阪数学界的情况以及自己向父亲学习数学的情形。:21,22
书中提到了圆周率的值和求解方法。古时认为圆周率为3。之后是3.16。进而是更精确的355/113，该值的求法是在圆里内接正四边形、正八边形、正十六边形……直到正十余万边形，并写明该算法出自关孝和的《括要算法》。最后书中给出了一种不通过内接正多边形，直接求圆周率值的方法。壶中隐者称此术玄妙，为了避免像古人一样“人死技绝”，故而著书立说“与天下后世共之也”。:22

## 和算家的评论
本书出版后16年，1791（宽政3年），数学家藤田贞资撰写了《算法少女之评》一文批评《算法少女》。他认为，书中所述圆周率的求法抄袭自有马赖徸著于1769年的和算书《拾玑算法》。:23
数学家会田安明在1804年的《算法约术三条之题》中认为《算法少女》书中的圆周率求法并非抄袭自《拾玑算法》。:23

## 衍生作品
以本书为题材，儿童文学作家远藤宽子于1973年发表了同名小说《算法少女》，并于次年获得了产经儿童出版文化奖。小说的主人公设定为本书的写作者，书中名为（罗马字：Chiba Aki），あき为“章”字的训读:21。
小说《算法少女》又进一步被改编为同名漫画和动画。漫画《算法少女》连载于2010-2014年，于2012年发行单行本1卷。动画《算法少女》制作始于2009年，在2016年发布。